# Nawapur
Nawapur é uma cidade  no distrito de Nandurbar, no estado indiano de Maharashtra.

## Geografia
Nawapur está localizada a 19° 47′ N, 72° 41′ L. Tem uma altitude média de 0 metros (0 pés).

## Demografia
Segundo o censo de 2001, Nawapur tinha uma população de 29,887 habitantes. Os indivíduos do sexo masculino constituem 51% da população e os do sexo feminino 49%. Nawapur tem uma taxa de literacia de 67%, superior à média nacional de 59.5%: a literacia no sexo masculino é de 72% e no sexo feminino é de 62%. Em Nawapur, 14% da população está abaixo dos 6 anos de idade.